# 源実国
源 実国（みなもと の さねくに）は、平安時代中期の武士・官人。源頼国の四男。官位は従四位上、蔵人、検非違使、左衛門尉、春宮大進、備前守、土佐守、播磨守、常陸介（『尊卑分脈』）。

## 略歴
永承3年（1048年）頃、蔵人であった（『春記』同年3月20日条）。和歌も嗜み、翌4年（1049年）11月に催された『内裏歌合』に出席したりもしている。また累代の本拠地である多田庄を継承せず、摂津国内に新たに生島庄を開発したことが知られる。官歴は詳らかでないが、その後は受領となって四位に至り、最終官職が常陸介であったことや承暦4年（1080年）に61歳で出家したことなどが確認されている（『水左記』同年7月28日条）。

## 系譜
- 父：源頼国（?-1058?）
- 母：藤原信理の娘
- 妻：平教盛の娘
- 生母不明の子女
  - 男子：源行実
  - 男子：源国正
  - 男子：行延

子孫は代々摂関家に仕える京武者・中下級貴族の家系として存続したほか僧侶も輩出しており、鎌倉時代初期に朝廷と幕府の交渉にあたった国基とその子観基（寛基）や天台座主となった慈賢などが知られる。また本拠地生島庄は嫡子行実から顕行、雅行へと伝わり、その後も実国の子孫が代々相伝している。